# 6. květen
6. květen je 126. den roku podle gregoriánského kalendáře (127. v přestupném roce). Do konce roku zbývá 239 dní. Svátek má Radoslav.

## Události

### Česko
- 1346 – Papež Klement VI. schválil svým listem darování koruny od Karla IV. Svatému Václavovi.
- 1434 – Husitské války: Umírnění husité přepadli a dobyli radikály držené Nové Město pražské.
- 1757 – Sedmiletá válka: došlo k bitvě u Štěrbohol; pruský král Fridrich II. Veliký porazil rakouská vojska a oblehl Prahu.
- 1945
  - Druhá světová válka: Americká armáda vedená generálem Pattonem osvobodila města Plzeň a Přeštice.
  - Květnové povstání českého lidu: Ukvapené převzetí moci Revolučním národním výborem ve Velkém Meziříčí přimělo ustupující Wehrmacht a Gestapo k zatčení desítek občanů, následný Velkomeziříčský masakr si během tohoto a následujícího dne vyžádal 58 obětí.
  - Pražské povstání: Masakr v Úsobské ulici v Praze na Pankráci si vyžádal 16 obětí; ulice byla na jejich upomínku později přejmenována na ulici Obětí 6. května.

### Svět
- 1527 – Španělské a německé žoldnéřské vojsko dobylo Řím.
- 1682 – Francouzský královský dvůr Ludvíka XIV. se stěhuje z Louvru do Versailles.
- 1840 – Ve Spojeném království se začala používat první poštovní známka – Penny Black.
- 1848 – Rakouské vojsko pod vedením maršála Jana Josefa Václava Radeckého porazilo dvakrát silnější sardinskou armádu krále Karla Alberta v bitvě u Santa Lucie.
- 1861 – Americká občanská válka: Arkansas se oddělil od Unie.
- 1863 – Americká občanská válka: v bitvě u Chancellorsville zvítězila konfederačních vojska nad vojskem Unie.
- 1889 – V Paříži byla během Světové výstavy otevřena Eiffelova věž.
- 1910 – Po smrti britského krále Eduarda VII. jej ve funkci střídá jeho syn Jiří V.
- 1937 – Při přistávání na letišti Lakehurst v New Jersey explodovala vzducholoď Hindenburg.
- 1942 – Druhá světová válka: kapitulovaly americké síly na Corregidoru, čímž japonská armáda ovládla Filipíny.
- 1994 – V Calais proběhlo slavnostní otevření Eurotunelu.
- 2001 – První vesmírný turista Dennis Tito přistál po osmi dnech na Zemi.
- 2023 – Britský král Karel III. a jeho žena královna Camilla byli korunováni ve Westminsterském opatství.

## Narození

### Česko

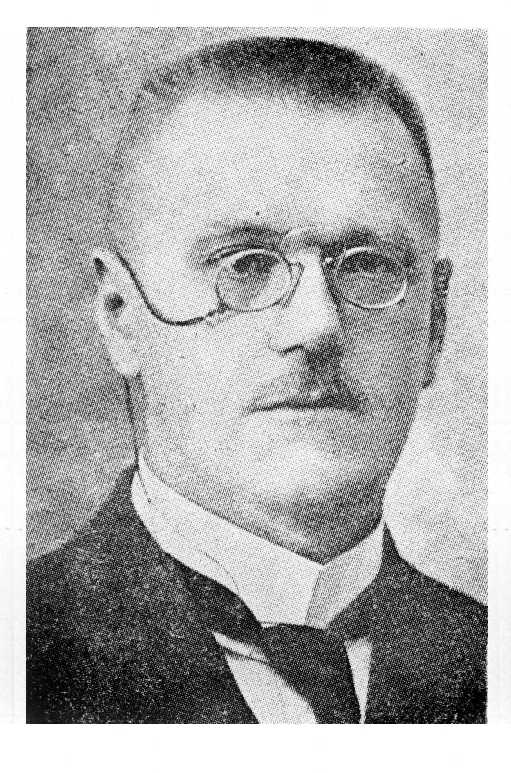
Bedřich Hrozný (* 1879)

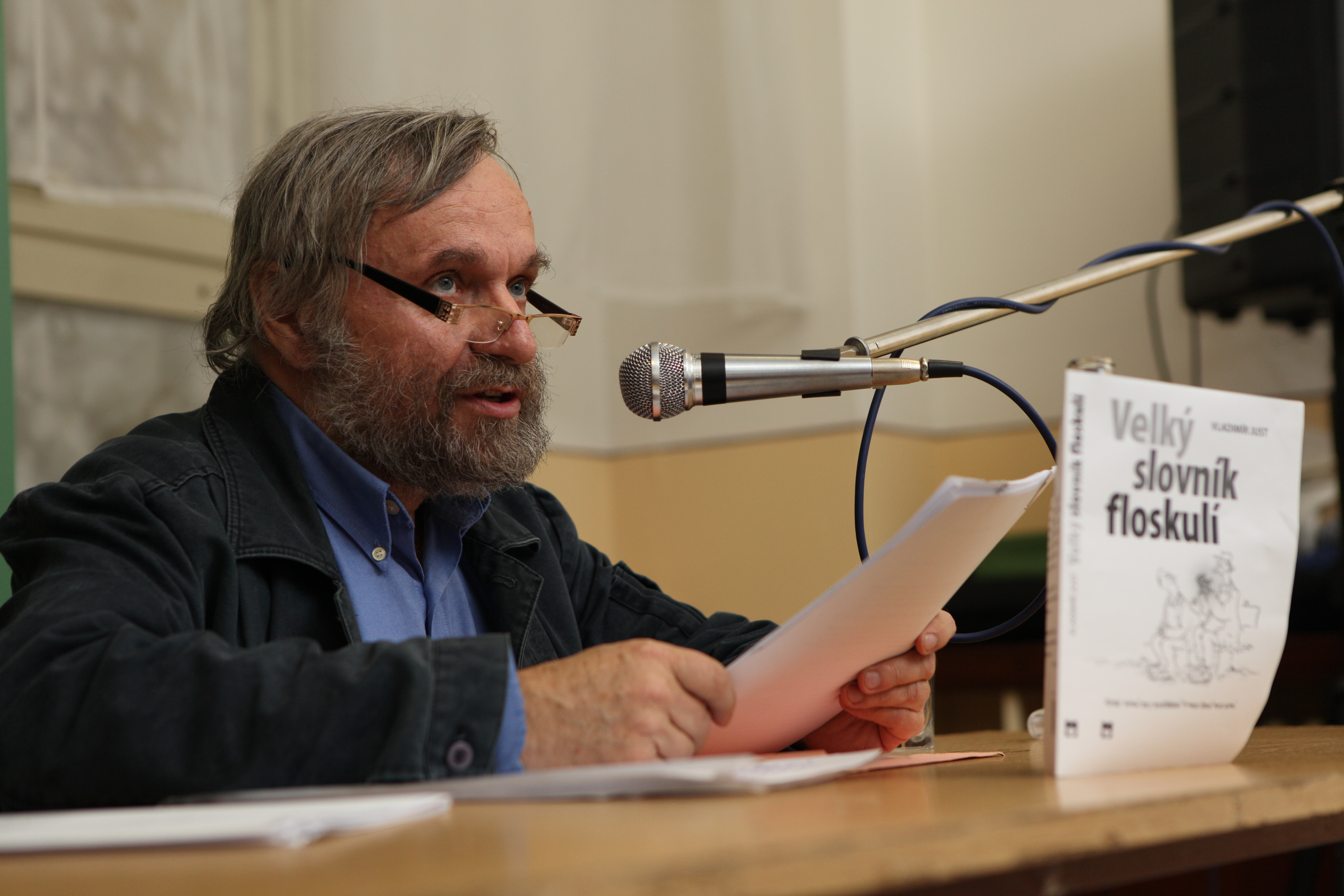
Vladimír Just (* 1946)

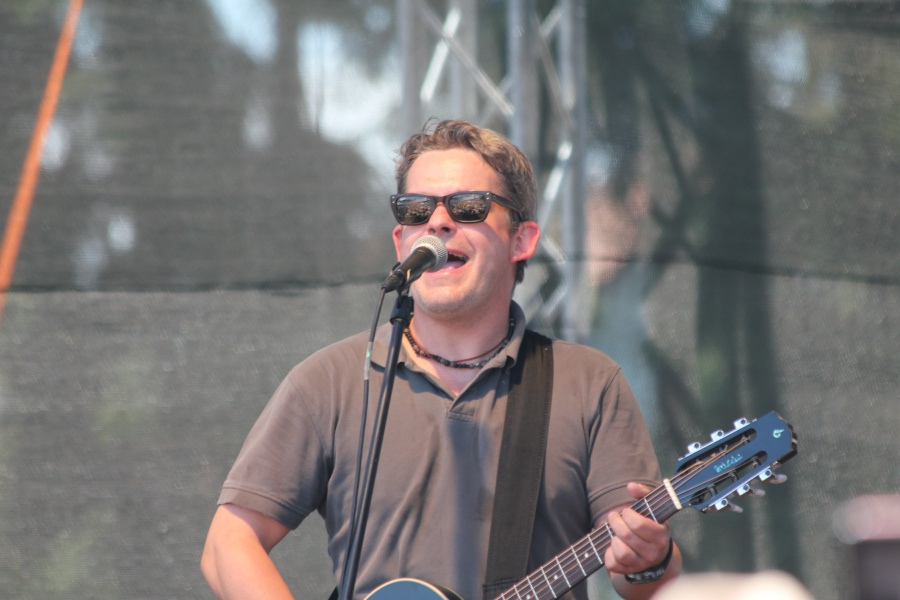
Aleš Háma (* 1973)

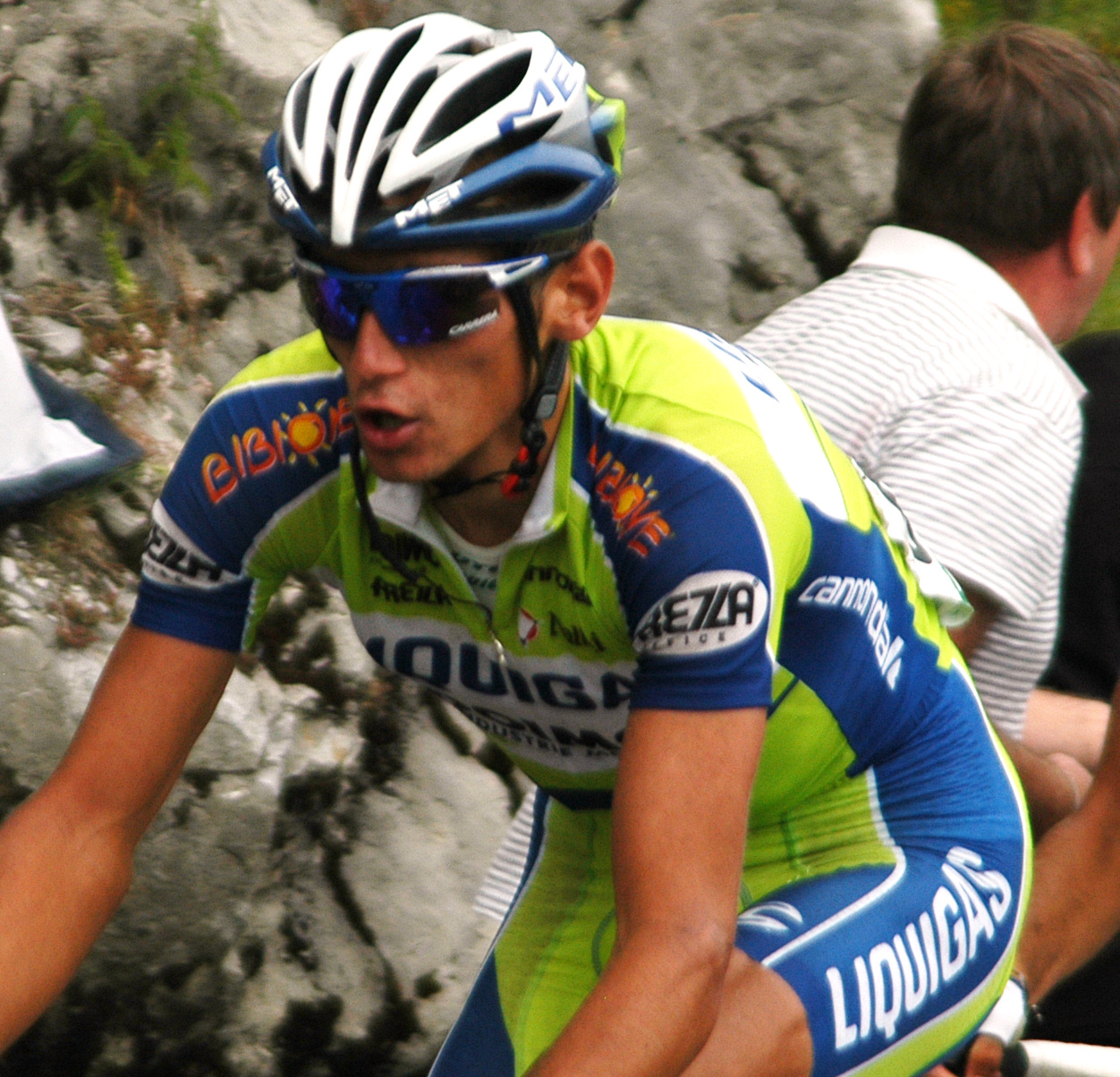
Roman Kreuziger (* 1986)

- 1741 – Josef Ignác Buček, osvícenský právník, národohospodář a reformátor († 26. března 1821)
- 1759 – Josef Karel Ambrož, operní zpěvák a skladatel († 8. října 1822)
- 1790 – Václav Vilém Würfel, klavírista, hudební skladatel a pedagog († 23. dubna 1832)
- 1792 – Václav Rodomil Kramerius, redaktor a překladatel († 6. června 1861)
- 1832
  - Jan Ondříček, houslista, kapelník a pedagog († 13. března 1900)
  - Jan Neff, český podnikatel a mecenáš († 26. srpna 1905)
- 1834 – Jan Kvíčala, klasický filolog, pedagog a politik († 10. června 1908)
- 1864 – Bóža Dvořák, architekt († 17. března 1954)
- 1870 – Vladimír Fáček, československý politik († 1. února 1936)
- 1873
  - Lothar Suchý, novinář, překladatel a spisovatel († 4. května 1959)
  - Wilhelm Wiechowski, československý politik německé národnosti († 19. prosince 1928)
- 1879 – Bedřich Hrozný, orientalista a jazykovědec († 12. prosince 1952)
- 1888 – Václav Pilát, československý fotbalový reprezentant († 28. ledna 1971)
- 1890 – František Janoušek, malíř († 23. ledna 1943)
- 1897 – Rudolf Quoika, muzikolog († 7. dubna 1972)
- 1898 – Konrad Henlein, sudetoněmecký politik a vůdce separatistického hnutí († 10. května 1945)
- 1899 – Karel Schulz, spisovatel († 27. února 1943)
- 1903 – Hermann Grab, klavírní virtuos, německy píšící spisovatel a právník († 2. srpna 1949)
- 1914 – Ladislav Votruba, stavební inženýr-vodohospodář († 1. října 2002)
- 1920 – Vladimír Terš, malíř († 31. srpna 2010)
- 1921 – Miloš Švácha, novinář a spisovatel († 26. června 2003)
- 1923
  - Jiří Němeček, herec († 15. ledna 1996)
  - Jaroslav Studený, kněz, teolog, profesor křesťanského umění a archeologie († 5. června 2008)
- 1930 – Miroslav Mamula, komunistický funkcionář († 5. června 1986)
- 1932 – Inez Tuschnerová, textilní výtvarnice a malířka († 25. listopadu 2015)
- 1943 – Eva Irmanová, historička a hungaristka
- 1944
  - Jan Novotný, fyzik
  - Milan Dufek, český zpěvák, hudební skladatel, kytarista a flétnista († 17. listopadu 2005)
- 1946 – Vladimír Just, teatrolog, literární a divadelní kritik
- 1947
  - Petr Brodský, duchovní českobratrské církve a politik
  - Oldřich Vízner, herec
- 1951 – Jaroslav Pavliš, výtvarník a fotograf († 8. září 2002)
- 1952 – Andrea Čunderlíková, herečka
- 1957 – Miroslav Mašláň, fyzik, rektor Univerzity Palackého v Olomouc
- 1962 – Radka Stupková, herečka a autorka
- 1973 – Aleš Háma, herec, zpěvák, kytarista a moderátor
- 1975 – Petr Mach, ekonom a politik
- 1977 – Jan Šrámek, český meteorolog († 17. května 2025)
- 1983
  - Jana Komrsková, sportovní gymnastka
  - Alois Kaňkovský, cyklista
- 1986 – Roman Kreuziger, cyklista
- 1989 – Matěj Kvíčala, sáňkař
- 1994 – Veronika Malá, házenkářka

### Svět

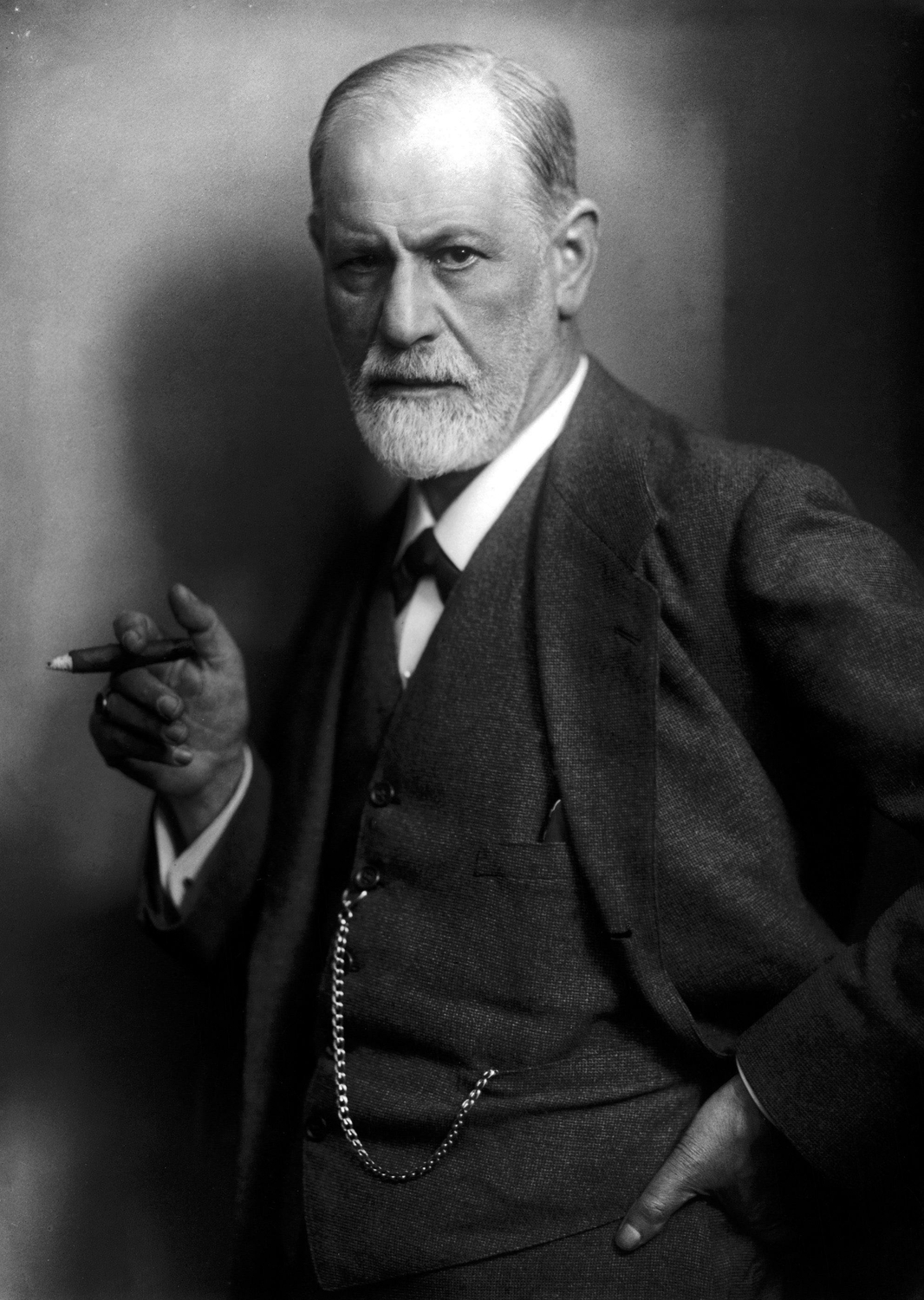
Sigmund Freud (* 1856)

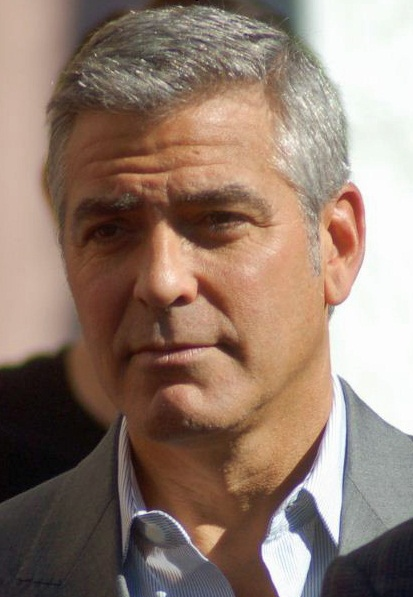
George Clooney (* 1961)

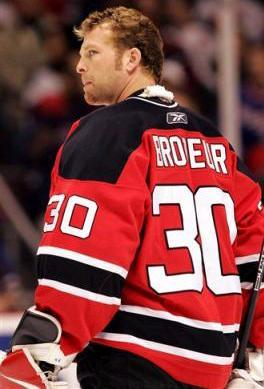
Martin Brodeur (* 1972)

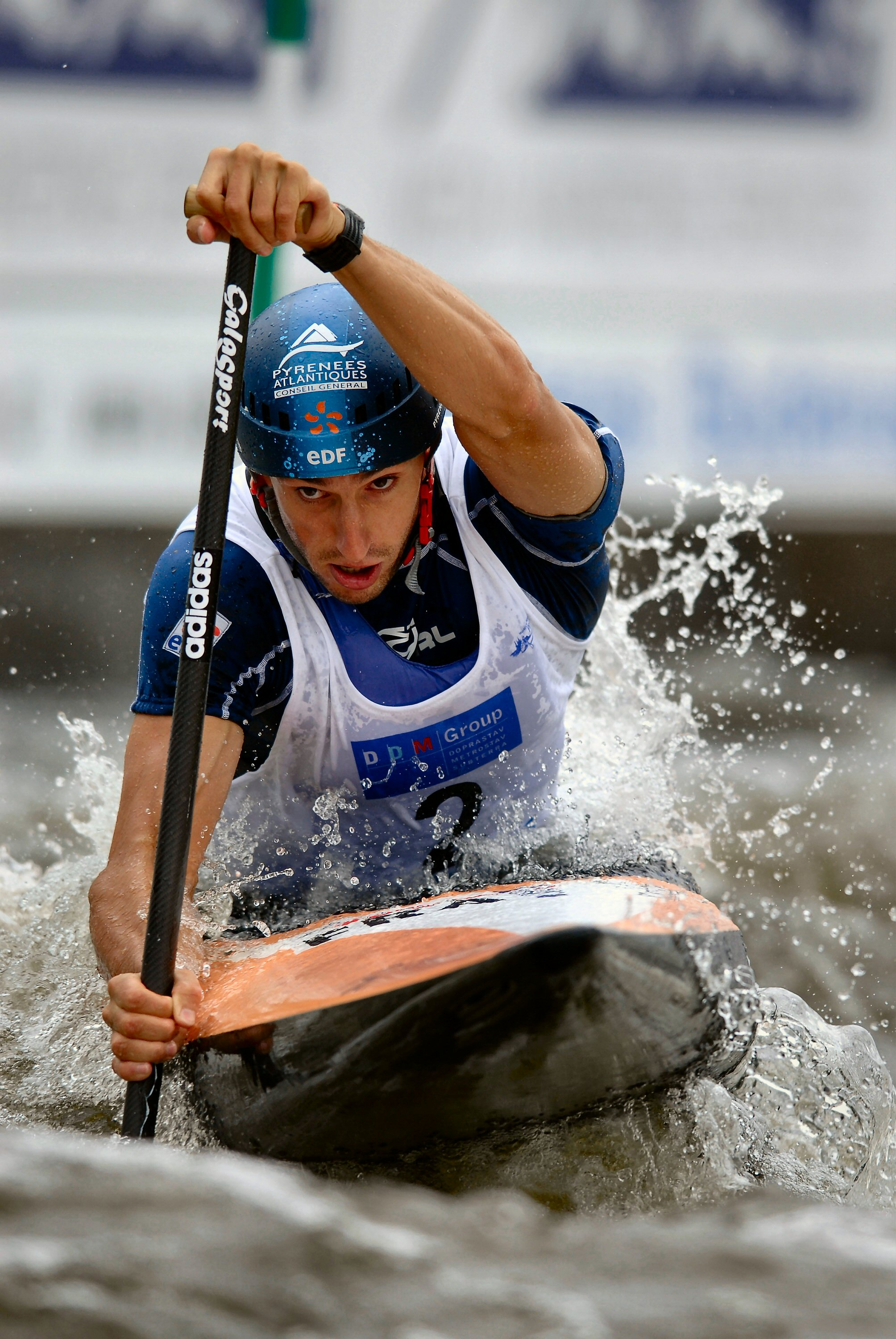
Tony Estanguet (* 1978)

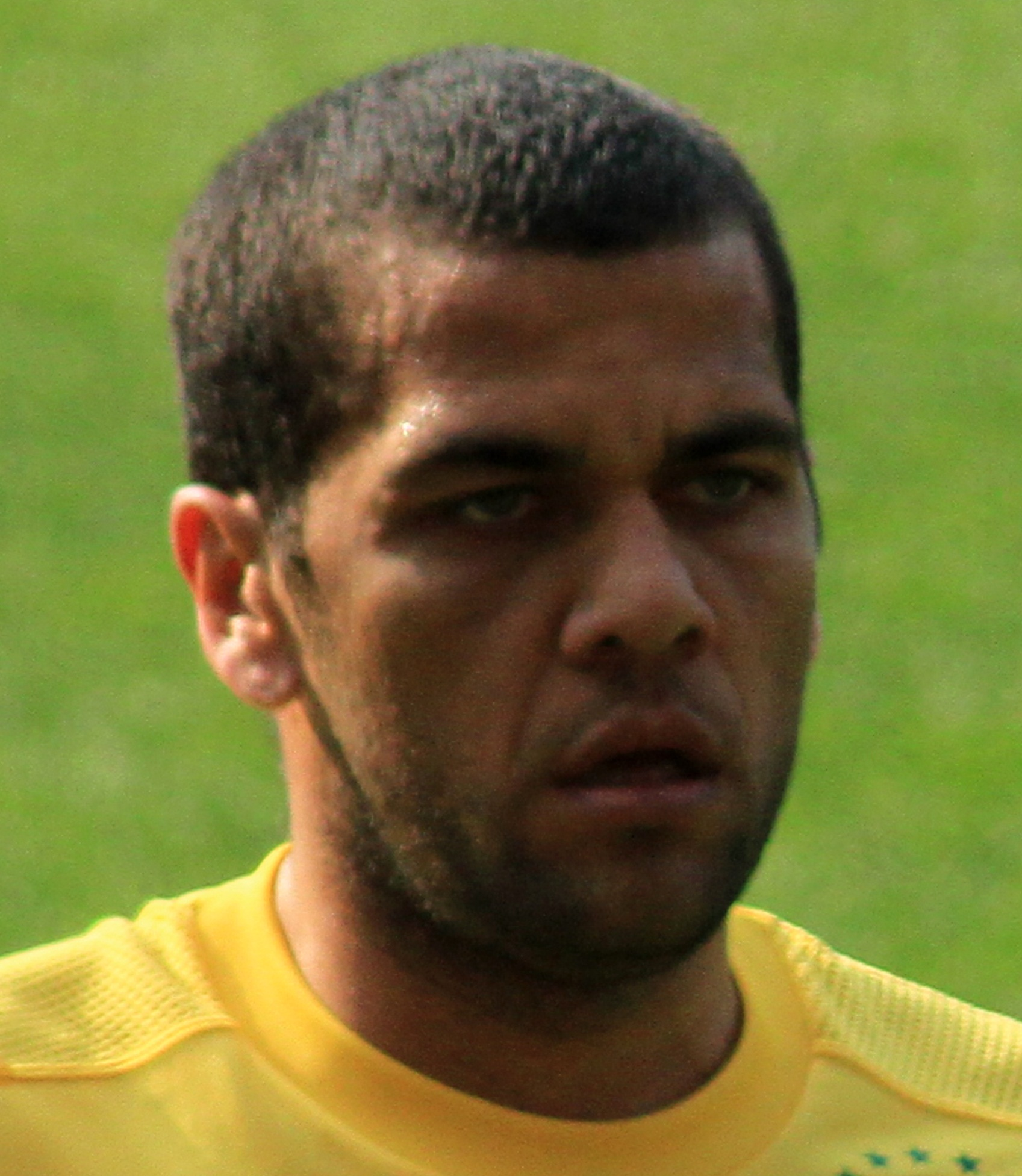
Daniel Alves (* 1983)

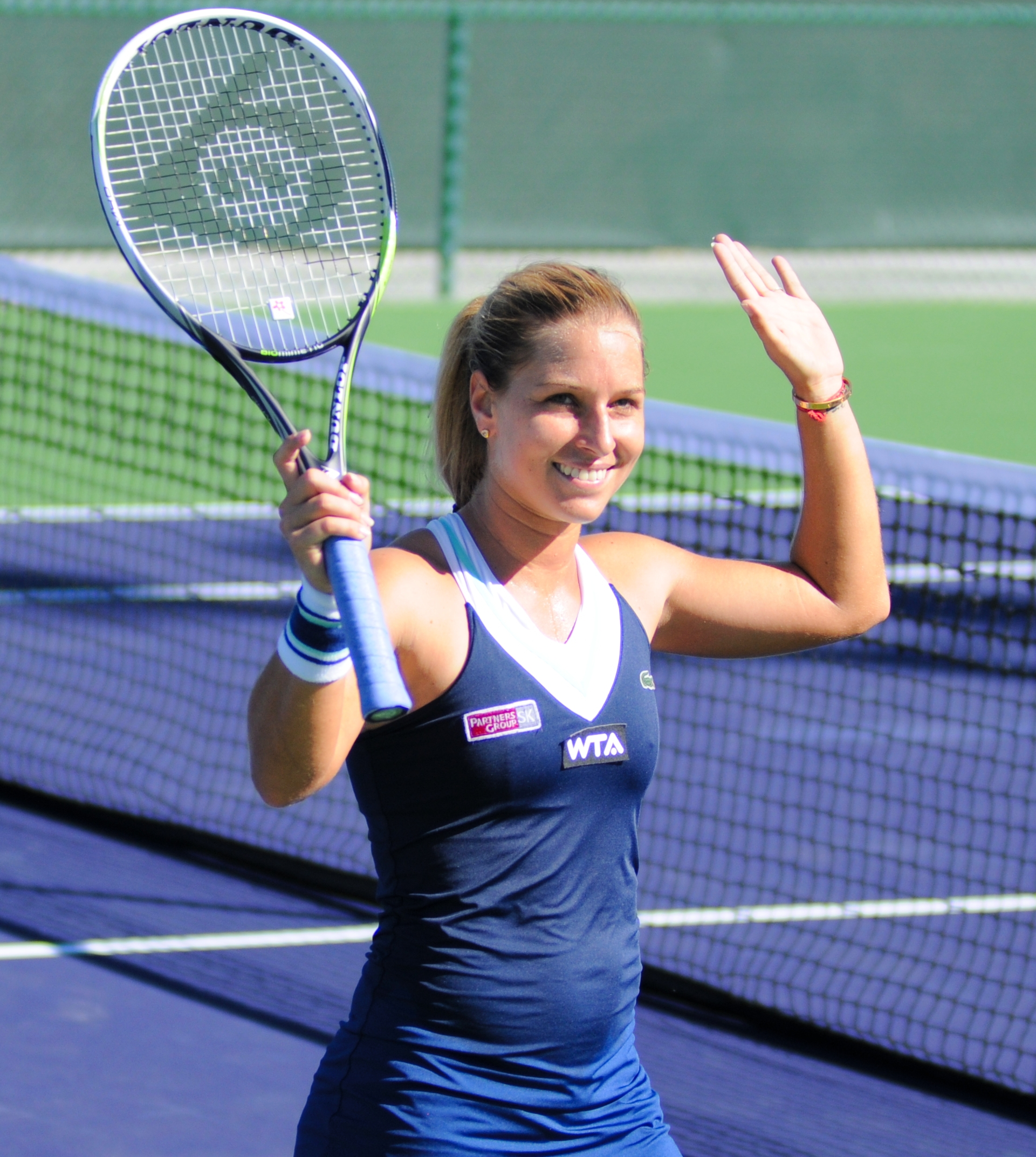
Dominika Cibulková (* 1989)

- 1212 – Konstancie Babenberská, míšeňská markraběnka († 5. června 1243)
- 1405 – Skanderbeg, albánský vojevůdce († 17. ledna 1468)
- 1501 – Marcel II., papež († 1. května 1555)
- 1574 – Inocenc X., papež († 7. ledna 1655)
- 1685 – Žofie Luisa Meklenbursko-Schwerinská, pruská královna († 29. července 1735)
- 1742 – Jean Senebier, švýcarský pastor a přírodovědec († 22. července 1809)
- 1756 – André Masséna, francouzský napoleonský maršál († 4. dubna 1817)
- 1758 – Maximilien Robespierre, francouzský advokát, politik, představitel jakobínského teroru († 28. červenec 1794)
- 1763 – Johan David Åkerblad, švédský diplomat a orientalista († 8. ledna 1819)
- 1781 – Karl Christian Friedrich Krause, německý filozof a spisovatel († 27. září 1832)
- 1802 – Charles Nicholas Aubé, francouzský lékař a entomolog († 15. října 1869)
- 1841 – Otto Brückwald, německý architekt († 15. února 1917)
- 1843 – Grove Karl Gilbert, americký geolog († 1. května 1918)
- 1851 – Aristide Bruant, francouzský komik a zpěvák († 10. února 1925)
- 1856
  - Sigmund Freud, rakouský lékař a psychiatr, zakladatel psychoanalýzy († 23. září 1939)
  - Kazuo Hatojama, japonský politik († 3. října 1911)
  - Robert Peary, americký polárník († 20. února 1920)
- 1861 – Rabíndranáth Thákur, bengálský básník († 7. srpna 1941)
- 1868 – Gaston Leroux, francouzský spisovatel († 15. dubna 1927)
- 1870 – Safvet-beg Bašagič, bosenský básník, novinář a historik († 9. dubna 1934)
- 1871
  - Victor Grignard, francouzský chemik, nositel Nobelovy ceny za chemii († 13. prosince 1935)
  - Christian Morgenstern, německý básník a novinář († 31. března 1914)
- 1872
  - Willem de Sitter, nizozemský matematik, fyzik a astronom († 20. listopadu 1934)
  - Thomas Hicks, americký atlet, olympijský vítěz († 2. prosince 1963)
  - Džamal Paša, osmanský vojenský vůdce († 21. července 1922)
- 1875 – William D. Leahy, americký admirál loďstva († 20. července 1959)
- 1882 – Vilém Pruský, pruský korunní princ († 20. července 1951)
- 1889 – Stanley Morison, britský typograf, typografický teoretik, písmař a novinář († 11. října 1967)
- 1895
  - Rudolph Valentino, americký herec († 23. srpna 1926)
  - Edward Cavendish, 10. vévoda z Devonshiru, britský politik, státník a šlechtic († 26. listopadu 1950)
- 1896 – Rolf Sievert, švédský fyzik († 3. října 1966)
- 1904
  - Georgij Michajlovič Brjancev, ruský sovětský spisovatel a scenárista († 26. prosince 1960)
  - Harry Martinson, švédský spisovatel, Nobelova cena za literaturu 1974 († 11. února 1978)
- 1906
  - André Weil, francouzský matematik († 6. srpna 1998)
  - Stanisław Motyka, polský horolezec, horský vůdce († 7. července 1941)
- 1910 – Sándor Tatay, maďarský spisovatel († 2. prosince 1991)
- 1911 – Walter Müller, rakouský filmový herec a zpěvák († 2. března 1969)
- 1915 – Orson Welles, americký divadelní a filmový režisér a herec († 10. října 1985)
- 1921 – Erich Fried, rakouský básník († 22. listopadu 1988)
- 1928 – Moses Laufer, britský psychoanalytik († 21. července 2006)
- 1930
  - Philippe Beaussant, francouzský muzikolog a spisovatel († 8. května 2016)
  - Mordechaj Gur, ministr zdravotnictví Izraele († 16. července 1995)
- 1931 – Willie Mays, americký baseballista († 18. června 2024)
- 1933 – Juanita Castro, sestra Fidela Castra, agentka CIA  († 4. prosince 2023)
- 1935 – Július Tóth, ministr financí Slovenska
- 1937 – Rubin Carter, americký boxer († 20. dubna 2014)
- 1940 – Vjačeslav Staršinov, ruský hokejový útočník
- 1941 – Štefan Luby, předseda Slovenské akademie věd
- 1943 – Andreas Baader, vůdce německé levicové organizace Frakce Rudé armády († 18. října 1977)
- 1945 – Bob Seger, americký zpěvák, kytarista, pianista a skladatel
- 1947
  - Alan Dale, novozélandský herec
  - Martha Nussbaumová, americká filozofka
  - Ronald L. Rivest, americký odborník v oblasti kryptografie
- 1948 – Juraj Schenk, slovenský vysokoškolský učitel, sociolog, politik
- 1949
  - John Pawson, britský architekt a designér
  - David Leestma, americký vojenský letec a astronaut
- 1950
  - Jeffery Deaver, americký autor detektivních románů
  - Michail Mjasnikovič, předseda běloruské vlády
- 1951 – Žaksilik Uškempirov, sovětský zápasník, olympijský vítěz
- 1952
  - Christian Clavier, francouzský herec
  - Čiaki Mukaiová, japonská lékařka a astronautka
  - Jurgis Kairys, litevský akrobatický pilot
  - Michael O'Hare, americký herec († 28. září 2012)
- 1953
  - Tony Blair, premiér Spojeného království
  - Graeme Souness, skotský fotbalista
- 1954 – Stanisław Łyżwiński, polský politik
- 1955
  - Donald Alan Thomas, americký doktor filozofie a kosmonaut
  - Ann Grantová, zimbabwská pozemní hokejistka
  - Avram Grant, izraelský fotbalový trenér
- 1960 – Anne Parillaud, francouzská herečka
- 1961 – George Clooney, americký herec, scenárista, režisér a filmový producent
- 1963 – Alessandra Ferriová, italská primabalerína
- 1964 – Lars Mikkelsen, dánský herec
- 1965
  - Leslie Hope, kanadská herečka
  - Mia Hermanssonová-Högdahlová, švédská házenkářka
- 1966 – Jonathan Donahue, americký kytarista a zpěvák
- 1971 – Chris Shiflett, americký kytarista (Foo Fighters)
- 1972 – Martin Brodeur, kanadský lední hokejový brankář
- 1976 – Candace Cameron Bure, americká herečka, manželka ruského hokejisty Valerije Bure
- 1978
  - Tony Estanguet, francouzský vodní slalomář, kanoista
  - Riita-Liisa Roponenová, finská běžkyně na lyžích
- 1979 – Gerd Kanter, estonský diskař
- 1981
  - René Vydarený, slovenský lední hokejista
  - Census Johnston, samojský ragbista
- 1982 – Dilšod Nazarov, tádžický kladivář
- 1983
  - Daniel Alves, brazilský fotbalista
  - Gabourey Sidibe, americká herečka
  - Adrianne Palicki, americká herečka
- 1985 – Gero Kretschmer, německý tenista
- 1987 – Dries Mertens, belgický fotbalista
- 1989
  - Dominika Cibulková, slovenská tenistka
  - David de la Cruz, španělský silniční cyklista
- 1990 – Péter Gulácsi, maďarský fotbalový brankář
- 1992
  - Jonas Valančiūnas, litevský basketbalista
  - Baekhyun, jihokorejský zpěvák, frontman skupiny SuperM
- 1993 – Naomi Scott, britská herečka
- 1994
  - Mateo Kovačić, chorvatský fotbalista
  - Grace Minová, americká tenistka
- 1997 – Jonas Siegenthaler, švýcarský lední hokejista
- 2002 – Cole Palmer, anglický fotbalista
- 2019 – Archie Mountbatten-Windsor, syn Vévody a Vévodkyně ze Sussexu

## Úmrtí

### Česko

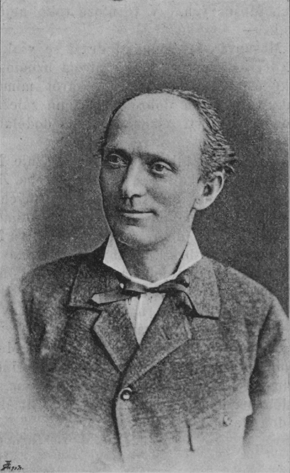
Jindřich Mošna († 1911)

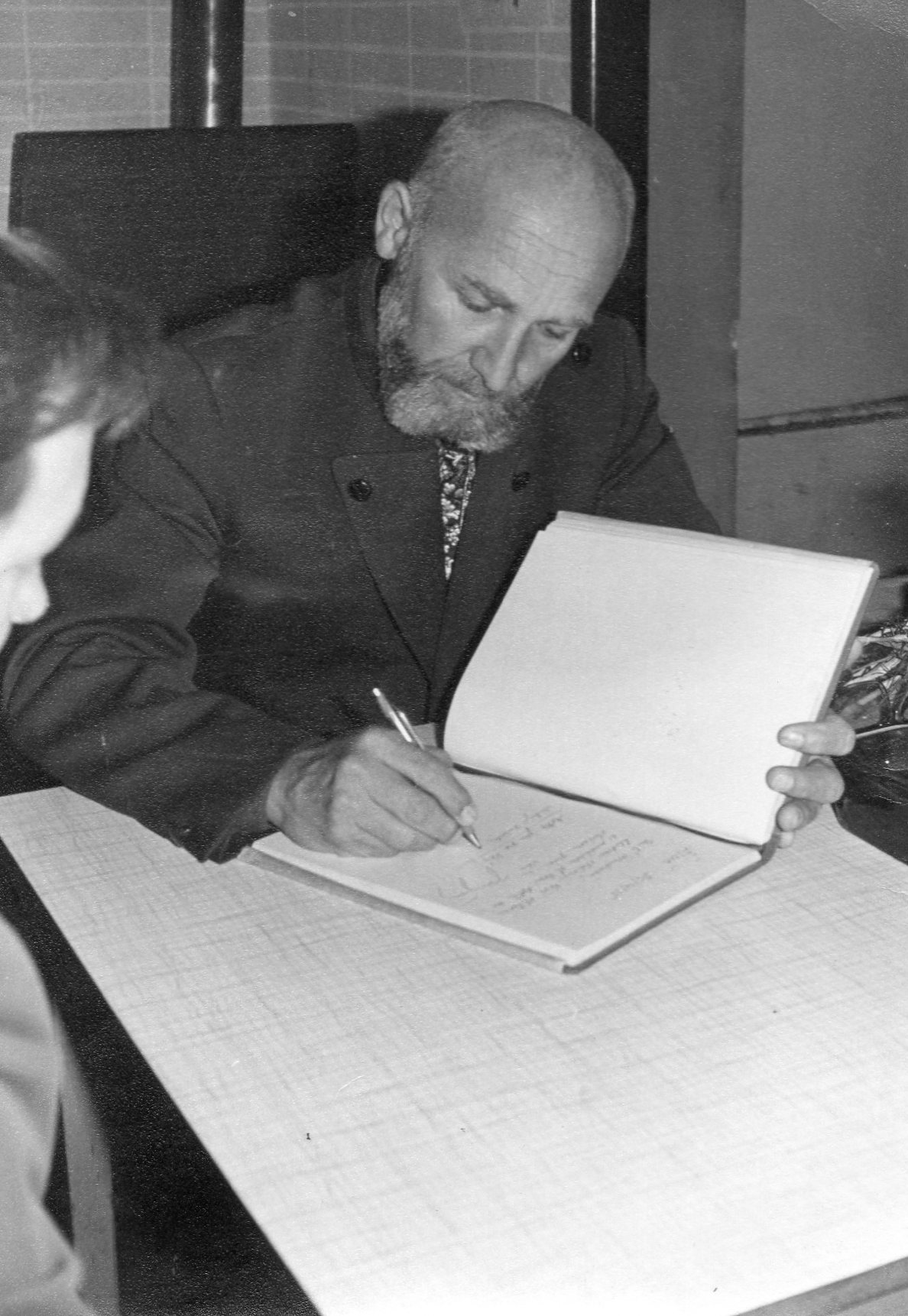
Josef Vágner († 2000)

- 1535 – Bartoš Písař, pražský městský písař a kronikář (* 1470)
- 1874 – Karel Vraný, skladatel, sbormistr a ředitel kůru (* 22. listopadu 1840)
- 1892
  - Lev Lerch, český malíř (* 13. srpna 1856)
  - Antonín Porák, český lékař a politik (* 11. června 1815)
- 1896 – Jan Hrdý, učitel a spisovatel (* 8. března 1838)
- 1903
  - Jiří Bittner, český herec (* 23. ledna 1846)
  - Beneš Metod Kulda, kněz, spisovatel a sběratel lidových písní a pohádek (* 18. března 1820)
  - Jan Zeyer, český architekt a stavitel (* 21. března 1847)
- 1907 – Jan Karel Hraše, pedagog, regionální historik a dramatik (* 2. dubna 1840)
- 1909 – Jan Pažout, český malíř (* 23. května 1876)
- 1911 – Jindřich Mošna, herec (* 1. srpna 1837)
- 1914 – František Karel Opa, pedagog a publicista (* 8. srpna 1849)
- 1922 – Vincenc Dvořák, český fyzik působící v Chorvatsku (* 21. ledna 1848)
- 1925 – Eduard Marhula, skladatel a varhaník (* 8. prosince 1877)
- 1936 – Otakar Kádner, teoretik pedagogiky, český historik (* 11. května 1870)
- 1956 – Milada Gampeová, herečka (* 9. dubna 1884)
- 1957 – Alois Lang, kněz, básník a esejista (* 12. června 1869)
- 1958 – František Černý, houslista a hudební skladatel (* 16. října 1875)
- 1962 – Jiří Červený, kabaretiér, spisovatel a skladatel (* 14. srpna 1887)
- 1967
  - Jakub Janovský, československý politik (* 4. srpna 1876)
  - Helena Koželuhová, politička (* 7. května 1907)
- 1969 – Bohumil Bydžovský, matematik (* 14. března 1880)
- 1987
  - Karel Plicka, český a slovenský etnograf, folklorista, sběratel, hudebník, filmový scenárista, režisér, kameraman, fotograf, pedagog a spoluzakladatel AMU (* 1894)
  - Stanislav Lusk, reprezentant ve veslování, olympijský vítěz (* 12. listopadu 1931)
- 1990 – Jana Petrů, česká zpěvačka (* 14. července 1938)
- 1998 – Jindřich Wielgus, sochař a grafik (* 26. února 1910)
- 2000 – Josef Vágner, přírodovědec, cestovatel, lovec a spisovatel (* 26. května 1928)
- 2005 – Josef Ceremuga, hudební skladatel a pedagog (* 14. června 1930)
- 2006 – František Peřina, generálmajor, hrdina druhé světové války (* 8. dubna 1911)
- 2011 – Jan Burian, filolog a historik (* 19. března 1929)
- 2018 – Josef Mladý, bavič a moderátor (* 2. února 1955)
- 2023 – Petruška Šustrová, publicistka, překladatelka a disidentka (* 18. května 1947)

### Svět

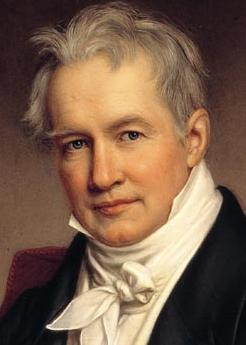
Alexander von Humboldt († 1859)

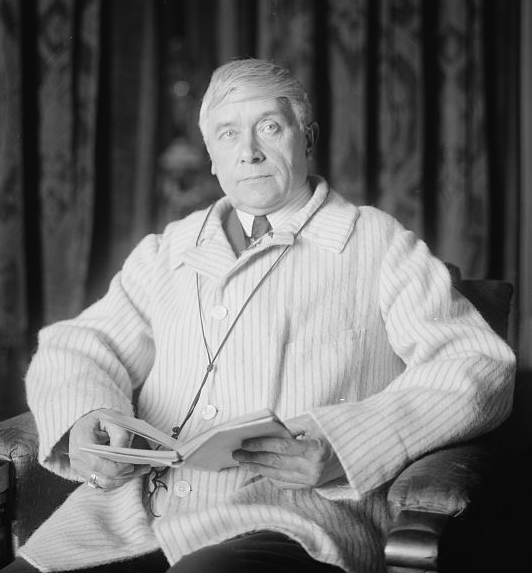
Maurice Maeterlinck († 1949)

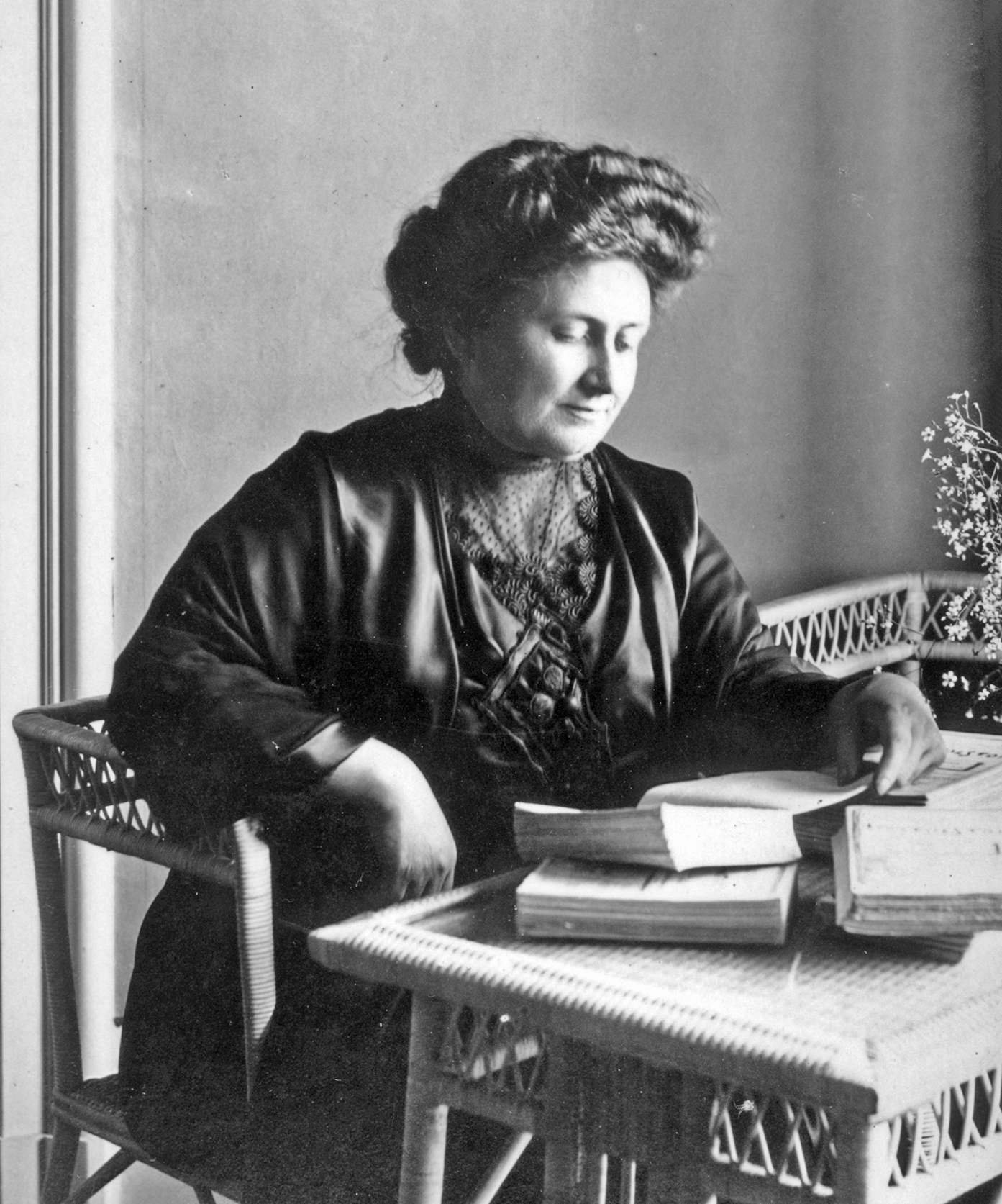
Maria Montessori († 1952)

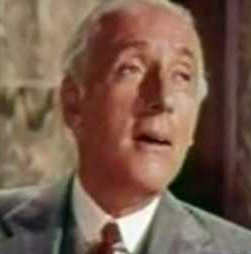
Wilfrid Hyde-White († 1991)

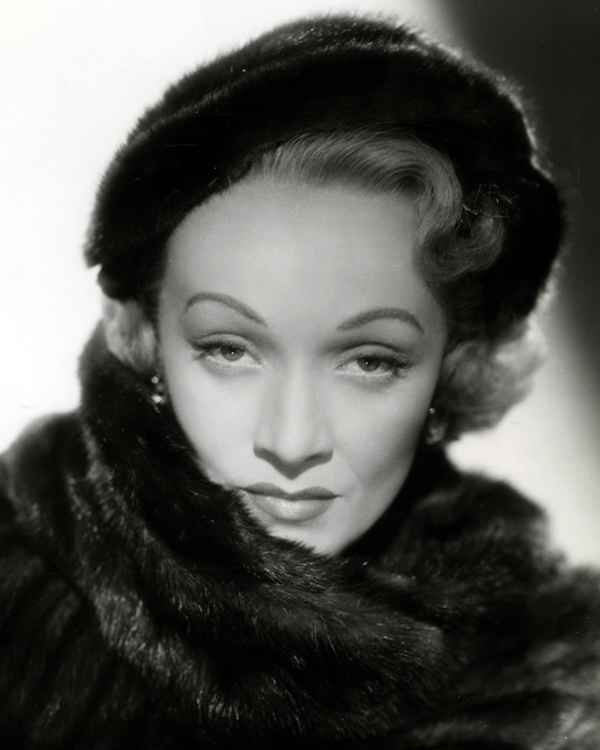
Marlene Dietrich († 1992)

- 1218 – Tereza Portugalská, dcera portugalského krále Alfonse I. (* 1157)
- 1309 – Karel II. Neapolský, neapolský král (* 1254)
- 1326 – Bernard Svídnický, kníže javorský, svídnický a minsterberský (* 1287 až 1291)
- 1338 – Alžběta Arpádovna, dcera posledního uherského krále Ondřeje III. (* 1292)
- 1471 – Edmund Beaufort, 4. vévoda ze Somersetu, anglický šlechtic a vojenský velitel ve válce růží (* asi 1438)
- 1475 – Dieric Bouts, nizozemský malíř (* 1410)
- 1540 – Juan Luis Vives, španělský humanista, filosof a teoretik pedagogiky (* 1492)
- 1602 – Li Č', čínský filozof, historik a spisovatel (* 23. listopadu 1527)
- 1659 – Anna Eleonora Hesensko-Darmstadtská, brunšvicko-lüneburská vévodkyně (* 30. července 1601)
- 1708 – François de Montmorency-Laval, francouzský katolický biskup Québecu, světec (* 30. dubna 1623)
- 1757 – Charles Fitzroy, 2. vévoda z Graftonu, anglický šlechtic pocházející z nemanželského potomstva krále Karla II. (* 25. října 1683)
- 1772 – Edmund Pascha, slovenský kazatel, varhaník a hudební skladatel (* 1714)
- 1794 – Johannes Anton Nagel, rakouský speleolog (* 3. února 1717)
- 1795 – Pieter Boddaert, nizozemský lékař a zoolog (* 26. května 1733)
- 1816 – Lady Anne Barnardová, skotská básnířka a spisovatelka (* 12. prosince 1750)
- 1856 – William Hamilton, skotský filozof a logik (* 8. března 1788)
- 1859 – Alexander von Humboldt, německý přírodovědec (* 1769)
- 1862 – Henry David Thoreau, americký spisovatel a filozof (* 1817)
- 1872 – George Robert Gray, anglický zoolog (* 8. července 1808)
- 1877
  - Viliam Pauliny-Tóth, slovenský politik, beletrista, básník a publicista (* 1826)
  - Johan Ludvig Runeberg, finsko-švédský básník (* 1804)
- 1878 – François Benoist, francouzský varhaník, skladatel a pedagog (* 10. září 1794)
- 1882 – Frederick Charles Cavendish, britský politik a šlechtic (* 30. listopadu 1836)
- 1892 – Ernest Guiraud, francouzský hudební skladatel a pedagog (* 23. června 1837)
- 1894 – Amálie Sasko-Coburská, koburská princezna a bavorská vévodkyně (* 23. října 1848)
- 1902 – Francis Bret Harte, americký prozaik, básník, dramatik a žurnalista (* 1836)
- 1904 – Franz von Lenbach, německý malíř (* 13. prosince 1836)
- 1910 – Eduard VII., britský král (* 1841)
- 1919 – Lyman Frank Baum, americký spisovatel (* 15. května 1856)
- 1920 – Adolf von Liebenberg, rakouský zemědělský odborník (* 15. září 1851)
- 1928 – Myrtle Corbin, „Čtyřnohá dívka z Texasu“ (* 12. května 1868)
- 1938 – Victor Cavendish, 9. vévoda z Devonshiru, britský konzervativní státník a šlechtic (* 31. května 1868)
- 1945 – Georg von Majewski, německý generál Wehrmachtu (* 30. listopadu 1888)
- 1946 – Štefan Polyák, slovenský politik (* 1882)*
- 1949 – Maurice Maeterlinck, belgický básník a dramatik, nositel Nobelovy cena za literaturu (* 1862)
- 1951 – Élie Cartan, francouzský matematik (* 9. dubna 1869)
- 1952 – Maria Montessori, italská pedagožka, filozofka a vědkyně (* 1870)
- 1955 – Anthony Winter, australský olympijský vítěz v trojskoku (* 25. srpna 1894)
- 1959 – Adolf Lindfors, finský zápasník (* 8. února 1879)
- 1960 – Paul Abraham, maďarský hudební skladatel a dirigent (* 1892)
- 1961 – Lucian Blaga, rumunský filozof (* 9. května 1895)
- 1968 – Hendrik Kloosterman, nizozemský matematik (* 9. dubna 1900)
- 1975 – József Mindszenty, arcibiskup ostřihomský, politický vězeň nacismu i komunismu (* 29. března 1892)
- 1979 – Karl Wilhelm Reinmuth, německý astronom (* 4. dubna 1892)
- 1983 – Kai Winding, americký pozounista (* 18. května 1922)
- 1988 – Gejza Dusík, slovenský hudební skladatel (* 1. dubna 1907)
- 1991 – Wilfrid Hyde-White, britský herec (* 12. května 1903)
- 1992
  - Gaston Reiff, belgický olympijský vítěz v běhu na 5000 metrů z roku 1948 (* 24. února 1921)
  - Marlene Dietrich, německo-americká herečka a zpěvačka (* 27. prosince 1901)
- 1993 – Vane Bor, srbský spisovatel (* 20. listopadu 1908)
- 1996 – Léon-Joseph Suenens, arcibiskup mechelensko-bruselský a metropolita belgický (* 16. července 1904)
- 2002 – Pim Fortuyn, nizozemský politik (* 19. února 1948)
- 2007 – Alvin Batiste, americký klarinetista (* 7. listopadu 1932)
- 2012
  - Michael Burks, americký bluesový zpěvák a kytarista (* 30. července 1957)
  - Jean Laplanche, francouzský psychoanalytik (* 21. července 1924)
  - Georgi Lozanov, bulharský psychoterapeut (* 1926)
- 2013
  - Giulio Andreotti, italský politik (* 1919)
  - Július Kubík, slovenský novinář a politik (* 3. května 1940)
- 2015
  - Jerome Cooper, americký hudebník (* 14. prosince 1946)
  - Anson Shupe, americký sociolog (* 21. ledna 1948)
- 2016 – Nico de Bree, nizozemský fotbalový brankář (* 16. září 1944)
- 2021
  - Ernst Gisel, švýcarský architekt a pedagog (* 8. června 1922)
  - Jicchak Arad, izraelský historik (* 11. listopadu 1926)
  - Humberto Maturana, chilský molekulární biolog (* 14. září 1928)
  - Paul Van Doren, americký podnikatel (* 12. června 1930)
  - Lloyd Price, americký R&B zpěvák (* 9. března 1933)
  - Braňo Alex, slovenský punkový baskytarista, skladatel, textař a zpěvák (* 19. prosince 1965)
- 2023 – Menahem Pressler, americko-izraelský pianista (* 16. prosince 1923)

## Svátky

### Česko
- Radoslav, Radoslava, Radislav, Radislava, Radslava
- Radivoj
- Frída
- Hermína
- Ovidius
- Tankred
- Socialistický kalendář – Podepsání nové smlouvy o přátelství, spolupráci a vzájemné pomoci mezi Československou socialistickou republikou a Svazem sovětských socialistických republik (1970)

### Svět
- Slovensko – Hermína

| 6. květen v pražském KlementinuÚdaje jsou platné k 29. 4. 2025. | 6. květen v pražském KlementinuÚdaje jsou platné k 29. 4. 2025. | 6. květen v pražském KlementinuÚdaje jsou platné k 29. 4. 2025. |
| minimum                                                         | denní průměr                                                    | maximum                                                         |
| --------------------------------------------------------------- | --------------------------------------------------------------- | --------------------------------------------------------------- |
| −1,6 °C (1864)                                                  | 14,1 °C (od 1961)                                               | 29,9 °C (2003)                                                  |

## V názvech
- Obětí 6. května (podle masakru v Úsobské ulici v Praze)